# Campo da Tuca
Campo da Tuca é um bairro não-oficial  de Porto Alegre, capital do estado brasileiro do Rio Grande do Sul. Está localizado na região sudeste da cidade, no bairro Partenon.

## História
A vila tem este nome devido ao campo de futebol e em homenagem a uma moradora antiga mais popularmente conhecida como "Tuca" .
A comunidade vive socialmente em torno das atividades da Associação Comunitária do Campo da Tuca, que foi fundada em 1 de agosto de 1978.
Vila Campo da Tuca é uma comunidade formada na sua grande maioria por trabalhadores de baixa renda. Outra característica e também atividades de longa data é a participação dos moradores em atividades sociais e futebol.
Telecentros Porto Alegre – Campo da Tuca
Segundo informação de Mariana Reis Balboni: 'A unidade do programa Telecentros de Porto Alegre, fica na Associação Comunitária Campo da Tuca, no bairro Partenon, na capital gaúcha, cidade com 476 km², 1,44 milhões de habitantes, taxa de alfabetização de 96,7%, e reconhecida por suas sociedade civil organizada e pelo envolvimento de seus cidadãos na gestão municipal através do Orçamento Participativo. Foi inaugurado em junho de 2004 e atende uma média de 50 usuários por dia. O programa é o que apresenta maior flexibilidade de uso das instalações, cada usuário tem direito em média a 30 minutos de acesso, mas o tempo pode ser estendido de acordo com a necessidade, e cada unidade decide quais atividades pedagógicas quer realizar: no Campo da Tuca cada novo usuário deve passar por um curso básico de inclusão digital, oferecido em parceria com a Fundação Pensamento Digital.'